# Marceli Jeżowski
Alojzy Marceli Jeżowski (ur. 1858 - zm. 15 grudnia 1932 w Warszawie) – polski inżynier komunikacji, kartograf i geodeta.

## Życie
W 1881 ukończył politechnikę w Wiedniu z dyplomem inżyniera komunikacji. Był naczelnikiem Wydziału Pomiarów kierowanego przez Williama Heerleina Lindleya Zarządu Budowy Kanalizacji i Wodociągów w Warszawie.  Od 1916 był naczelnikiem biura pomiarów Magistratu warszawskiego. Współautor planu z 1901 ówczesnej Warszawy a następnie autor planów z 1911 i 1917 roku  W latach 1907–1908 wykładowca Wydziału Technicznego Towarzystwa Kursów Naukowych. W 1916 współzałożyciel a następnie nauczyciel w Warszawskiej Szkole Geodezyjnej.
Po odzyskaniu niepodległości od 1918 był kierownikiem sekcji pomiarów wydziału budownictwa Magistratu m. Warszawy, m.in. w maju 1919 r. opracował Plan miasta stołecznego Warszawy w skali 1:25 000. W okresie międzywojennym był mierniczym przysięgłym. Współzałożyciel Związku Mierniczych Przysięgłych (4 stycznia 1926), Pochowany na Cmentarzu Powązkowskim w Warszawie (kwatera 208 rząd 3, miejsce 7).

### Prace Marcelego Jeżowskiego
- [wraz z Williamem Heerleinem Lindleyem]  - Plan goroda Varšavy (1901)
- Pomiary miasta i okolic, w: Kanalizacja, wodociągi i pomiary Miasta Warszawy, praca zbiorowa, Warszawa 1911, s. 226
- Plan miasta stołecznego Warszawy i okolic: z oznaczeniem nowych granic oraz okręgów milicyjnych (1917)
- Plan miasta stołecznego Warszawy: z wykazem nowych nazw ulic (1919)

## Życie prywatne
W 1890 ożenił się z Anną Urszulą z Sokolnickich. Mieli dzieci: trzech synów Józefa Franciszka (1892-1957), Gustawa (1894-1919), Mariana (1900-1958) i dwie córki Antoninę (1900-1967) i Urszulę (1902-1918).

## Upamiętnienie
Jego nazwisko od 2014 nosi ulica na Choszczówce na Białołęce w Warszawie.